# Yolüstü (Salyan)
Yolüstü è un comune dell'Azerbaigian situato nel distretto di Salyan. Conta una popolazione di 1.587 abitanti.